# Землеотвод
Землеотво́д — действие по землеустройству, направленное на установление или прекращение прав на земельный участок через установления, перенесения и закрепления его границ. Результат отвода может быть постоянным (передача в собственность, сдача в долгосрочную аренду, установление сервитута) или временным (выделение в пользование для проведения конкретных надземных или подземных работ).
В России набор мероприятий при землеотводе определяется Росземкадастром и включает как установление границ участка в натуре, так и их юридическое оформление.